# Kadri Liik
Kadri Liik, född 9 juni 1970, är en estnisk journalist och statsvetare (politisk analytiker).
Hon studerade journalistik vid Tartu universitet och tog en kandidatexamen 1993. Hon har även studerat internationella relationer vid Lancaster University i England där hon 1998 tog magistergraden.
Hon råkade befinna sig i Moskva under Rysslands konstitutionella kris 1993 i oktober och blev ögonvittne hur kulorna ven. Det var då hon beslutade sig för att inrikta sin journalistiska karriär på att bevaka Ryssland.
Hon var 1993-1995 kulturreporter vid estniska tidningen Hommikuleht, 1995-1996 presskontakt vid estniska ambassaden i Moskva, 1996-1997 var hon Moskva-korrespondent för Eesti Päevaleht och Baltic News Service. För Estlands största dagstidning Postimees blev hon 1998 Moskva-korrespondent och var 2002-2004 utrikesredaktör. 2004-2010 var hon chefredaktör för tidskriften Diplomaatia och 2004-2012 programledare för "Välismääraja" i Kuku Raadio.
Hon blev föreståndare för det 2006 inrättade estniska internationella centret för försvarsforskning, en post som hon lämnade 2011. Sedan 2012 är hon politisk analytiker inom tankesmedjan European Council on Foreign Relations (ECFR).